# Psilotrichum
Psilotrichum là chi thực vật có hoa trong họ Amaranthaceae.